# Torneo de Halle 2009
El Torneo de Halle es un evento de tenis que se disputa enHalle, Westfalia, Alemania,  se juega entre el 6 y 14 de junio de 2010.

## Campeones
- Individuales masculinos:  Tommy Haas derrota a   Novak Djokovic, 6–3, 6–7(4), 6–1.

- Dobles masculinos:  Christopher Kas /  Philipp Kohlschreiber derrotan a  Andreas Beck /  Marco Chiudinelli, 6–3, 6–4.